# Tomellana leschkei
Tomellana leschkei é uma espécie de gastrópode do gênero Tomellana, pertencente a família Clavatulidae.